# Lo cunto de li cunti
Lo cunto de li cunti overo lo trattenemiento de peccerille è una raccolta di 50 fiabe in lingua napoletana scritte da Giambattista Basile, pseudonimo anagrammatico: Gian Alesio Abbattutis, edite fra il 1634 e il 1636 a Napoli. L'opera, nota anche con il titolo di Pentamerone (cinque giornate) e con quello de Il racconto dei racconti, è costituita da 50 fiabe, raccontate da 10 novellatrici in 5 giorni. Le 50 fiabe sono collocate in una cornice che segue il modello del Decameron di Giovanni Boccaccio, anche se diversi sono il linguaggio e i temi trattati; l'autore dedicò Lo cunto de li cunti ai membri dell'Accademia napoletana degli Oziosi.
L'opera ha le caratteristiche della novella medievale, che subisce però una trasformazione orientandosi verso toni fiabeschi e attingendo a motivi popolari. Malgrado la materia fiabesca e il sottotitolo, la raccolta è destinata a un pubblico di adulti poiché tratta temi complessi.

## Struttura dell'opera

### La cornice
L'opera è composta da cinquanta racconti. La cornice narrativa costituisce il primo di essi, da cui scaturiscono gli altri quarantanove, narrati da dieci personaggi per cinque giornate; alla fine, con l'ultima fiaba, si ritorna alla vicenda principale, che ritrova la sua conclusione. Il racconto della cornice, infatti, narra la vicenda della principessa Lucrezia, detta Zoza, che si trova nella condizione di non riuscire più a ridere. Invano il padre si sforza di strapparle un sorriso, facendo venire a corte una gran quantità di saltimbanchi, buffoni e uomini di spettacolo: Zoza non riesce ad uscire dal suo perenne stato di malinconia. Un giorno,  però, mentre si trova affacciata alla finestra della sua stanza, scoppia a ridere allorquando vede una vecchia cadere e poi compiere un gesto osceno di rivalsa e di protesta. La vecchia si vendica della risata della giovane principessa con una maledizione: Zoza potrà sposarsi solo con Tadeo, un principe che a causa di un incantesimo giace in un sepolcro in uno stato di morte apparente, e che riuscirà a svegliarsi solo se una fanciulla riuscirà a riempire in tre giorni un'anfora con le sue lacrime. Zoza inizia l'impresa; l'anfora è quasi colma quando ella, stremata dalla fatica, si addormenta. È allora che una schiava moresca si sostituisce a lei, versando le ultime lacrime in modo da svegliare il principe, e si fa sposare. Zoza, però, riesce a infondere nella schiava il desiderio di ascoltare fiabe, e dà l'incarico a dieci ripugnanti vecchie (Zeza sciancata, Cecca storta, Meneca gozzosa, Tolla nasuta, Popa gobba, Antonella bavosa, Ciulla musuta, Paola scerpellata, Ciommetella tignosa e Iacova squarquoia) di narrare una novella ciascuna al giorno, per cinque giorni. Alla fine Zoza si sostituisce all'ultima novellatrice perché questa è ammalata, raccontando la propria storia come ultima novella. Così il principe viene a conoscenza dell'inganno che gli è stato teso, condanna a morte la schiava moresca e sposa Zoza.
Alla fine di ognuna delle prime quattro giornate compare un dialogo in versi, o egloga, a carattere satirico e morale, in cui si colpiscono, rappresentandoli in stile iperbolico e grottesco, i vari vizi umani, dall'ipocrisia alla cupidigia.

### Le fiabe
1. giornata:
  1. Il racconto dell'orco
  2. La mortella
  3. Peruonto
  4. Vardiello
  5. La pulce
  6. La Gatta Cenerentola
  7. Il mercante
  8. Faccia di capra
  9. La cerva fatata
  10. La vecchia scorticata
2. giornata:
  1. Petrosinella
  2. Verdeprato
  3. Viola
  4. Cagliuso
  5. Il serpente
  6. L'orsa
  7. La colomba
  8. La schiavetta
  9. Il catenaccio
  10. Il compare
3. giornata:
  1. Cannetella
  2. La Penta mano-mozza
  3. Viso
  4. Sappia Licarda
  5. Lo scarafaggio, il topo e il grillo
  6. La foresta d'agli
  7. Corvetto
  8. L'ignorante
  9. Rosella
  10. Le tre fate
4. giornata:
  1. La pietra del gallo
  2. I due fratelli
  3. I tre re animali
  4. Le sette cotennine
  5. Il dragone
  6. Le tre corone
  7. Le due pizzette
  8. I sette colombelli
  9. Il corvo
  10. La superbia castigata
5. giornata:
  1. La papera
  2. I mesi
  3. Smalto Splendente
  4. Il tronco d'oro
  5. Sole, Luna e Talia
  6. Sapia
  7. I cinque figli
  8. Ninnillo e Nennella
  9. I tre cedri
  10. La fine della storia

La fiaba più famosa probabilmente è la sesta della prima giornata, dal nome La gatta Cenerentola, che è una nota versione della famosa fiaba Cenerentola, racconto popolare tramandato sin dall'antichità in centinaia di versioni provenienti da diversi continenti. Lo stesso racconto popolare sarà ripreso con diverse varianti dopo alcuni decenni da Charles Perrault (Cendrillon) e nel XIX secolo dai fratelli Grimm (Aschenputtel). Dalla novella di Basile è tratta l'opera omonima di Roberto De Simone. Altre fiabe abbastanza famose sono Petrosinella, la prima versione conosciuta di Raperonzolo, e Sole, Luna e Talia, la famosa versione della Bella addormentata dove la protagonista viene stuprata nel sonno.
La Napoli di Basile è plebea, miserabile, chiassosa, turpe, popolata da taverne, bordelli, bische, malefemmine. E i personaggi dei cinquanta racconti si raccolgono con lo scopo di far ridere il lettore.
Basile era un moralista, che vedeva dappertutto i segni del "mondo alla rovescia": "buffoni regalati, furfanti stimati, poltroni onorati, assassini spalleggiati, zanettoni patrocinati e uomini dabbene poco apprezzati e stimati". Egli comprese anche il segreto della favola, il quale non consiste nell'evocazione del meraviglioso e dell'impossibile, ma nella costruzione di un universo perfettamente geometrico, dove le azioni e le reazioni vengono ripetute con una astratta precisione.

### Geografia dell'opera
Le novelle di Giambattista Basile sono ambientate in Basilicata e in Campania, luoghi dove l'autore trascorse buona parte della sua vita presso i nobili locali. Tra i luoghi legati alle novelle troviamo la città di Acerenza e il Castello di Lagopesole, dove si ambienta la fiaba di Petrosinella.

## Traduzione di Benedetto Croce e contributi successivi
Il filosofo Benedetto Croce pubblicò nel 1925 il Pentamerone in italiano, definendo nella premessa la raccolta come "il più antico, il più ricco e il più artistico fra tutti i libri di fiabe popolari". La sua elegante versione, al di là delle sue dichiarazioni di essersi attenuto fedelmente al testo originale, ha mostrato che Croce spesso censurò parole che considerava offensive per categorie come donne e bambini. Il contributo della traduzione crociana che, nella mediazione di studiosi come Norman Mosley Penzer, ha iniziato il cammino novecentesco del Cunto, presenta uno dei suoi limiti più forti nel processo di voluta epurazione linguistico-testuale dei racconti basiliani, dai quali vengono quasi sempre omessi o non analizzati i molteplici rimandi a una tradizione storico-letteraria aulica su cui Basile poggia, invece, l'ossatura del Cunto.
Il processo di ricontestualizzazione storica dell'opera ha avuto il suo risultato più importante negli studi di Michele Rak su Basile. Già nel 1974, con la pubblicazione de La maschera della fortuna. Lettura del Basile “toscano” (Napoli, Liguori), Rak ha ritrattato la dicotomia "Basile-Abbattutis" che aveva costituito il punto centrale nell'analisi di studiosi come Vittorio Imbriani e lo stesso Croce. Nella storia della critica contemporanea sul Cunto, gli studi di Michele Rak su Basile e sul Seicento napoletano hanno inaugurato un nuovo filone che, per molti aspetti, si colloca come risposta alla scuola di pensiero crociano. Allo stile ideologicamente sintetico dell'edizione italiana del Cunto pubblicata da Croce, la traduzione italiana di Michele Rak, uscita per Garzanti nel 1986, ha restituito il Cunto al suo contesto: l'ambiente intellettuale del barocco napoletano. Definito come il testo capostipite del genere europeo del racconto fiabesco moderno, il Cunto viene collocato da Rak nel vivo di un dibattito intellettuale che ebbe il suo centro nelle accademie di cui Basile fu parte, insieme a un gruppo di scrittori che promossero l'uso letterario del napoletano, lingua in cui fu scritto anche il Cunto. Nell'ambito di un'analisi che ha guardato al contesto delle pratiche letterarie a Napoli nel primo Seicento, Rak ha storicamente posizionato il Cunto come opera-spettacolo destinata all'intrattenimento cortigiano. In questo contesto Rak ha colto la natura "aperta" dei racconti basiliani e il rapporto tra narratore, testo e performance.
Una traduzione è offerta anche dallo scrittore conterraneo Gaetano Corrado. Inoltre, una versione completa per ragazzi è stata curata da Domenico Basile discendente del famoso letterato, e Grazia Zanotti Cavazzoni, e pubblicata dall'editore "L'isola dei Ragazzi" in cinque volumi, uno per ogni giornata.

## Adattamenti

### Nel cinema
La prima realizzazione cinematografica vagamente ispirata a Lo cunto de li cunti è C'era una volta del regista Francesco Rosi, realizzato nel 1967, che ha nel cast Sophia Loren, Omar Sharif, Georges Wilson, Dolores del Río, Marina Malfatti e Leslie French.
Trasposizione esplicita del Pentamerone è, nel 2015, Il racconto dei racconti (Tale of Tales), film in lingua inglese a episodi diretto da Matteo Garrone; il film si basa su tre delle fiabe scritte da Basile: La cerva fatata, La pulce, La vecchia scorticata.
Il film d'animazione italiano Gatta Cenerentola (2017) è un adattamento della fiaba omonima contenuta ne Lo cunto de li cunti; si tratta della più antica versione trascritta della famosa fiaba Cenerentola, maggiormente conosciuta nella versione di Charles Perrault (Cendrillon), che l'ha seguita di qualche decennio. Il film, ambientato in una Napoli futuristica, racconta le vicende dell'orfana Mia che, dopo la morte del padre durante le sue seconde nozze, viene cresciuta dalla sua matrigna Angelica insieme alle sue sei sorellastre.

### Nel teatro
Nel 1976 Roberto De Simone si è ispirato per l'opera musicale in tre atti La gatta Cenerentola, di cui ha curato sia scenografia che musiche, principalmente alla versione di Basile, mescolando poi il racconto con altre versioni, scritte e orali.
Tra 2017 e 2024 la drammaturga Siciliana Emma Dante realizza una trilogia di spettacoli ispirati alle fiabe e alle atmosfere dell'opera di Basile.

## Traduzioni italiane
- Il Pentamerone ossia la fiaba delle fiabe, traduzione di Benedetto Croce, Bari, Laterza, 1925.
Altre edizioni della Laterza:
―  prefazione di Gino Doria, Laterza, 1957, SBN PUV0391741. 
—  prefazione di Italo Calvino, Laterza, 1982, SBN RAV0051829.
- Michele Rak (a cura di), Lo cunto de li cunti, Milano, Garzanti, 1987, SBN FER0011168.
- Roberto De Simone (a cura di), Lo cunto de li cunti, Napoli, Il Mattino―Stampa et Ars, 1989, SBN NAP0020183.
- Lo cunto de li cunti, traduzione di Franco Graziosi, Schena, 1990 [trad. parziale], ISBN 88-7514-448-6.
- Il racconto dei racconti ovvero il trattenimento dei piccoli, traduzione di Ruggero Guarini, Milano, Adelphi, 1994, ISBN 88-459-1090-3.
- Il cunto de li cunti, traduzione di Roberto De Simone, i millenni, Torino, Einaudi, 2002, SBN TO01132521.
- Carolina Stromboli (a cura di), Lo cunto de li cunti, Roma, Salerno, 2013, ISBN 9788884028884.
- Pasquale Buonomo (a cura di), Lo cunto de li cunti. Il piacere delle fiabe, Roma, Albatros, 2020, SBN BVE0856242.